# Passiflora citrina
Passiflora citrina je vrsta iz porodice Passifloraceae. Domovina joj je Srednja Amerika. Uzgaja ju se kao ukrasnu biljku.